# A Sombre Dance
A Sombre Dance – drugi, po Somnium Obmutum album austriackiej grupy Estatic Fear. Wydany przez CCP Records w 1999 roku.

## Lista utworów
1. Intro (Unisono Lute Instrumental) – 01:22
2. Chapter I – 05:03
3. Chapter II – 04:51
4. Chapter III – 03:33
5. Chapter IV – 10:31
6. Chapter V – 04:51
7. Chapter VI – 04:50
8. Chapter VII – 04:52
9. Chapter VIII – 03:16
10. Chapter IX – 06:22